# 艾鼬
艾鼬（学名：Mustela eversmanii）为鼬科鼬属的动物。分布于克什米尔地区、蒙古、前苏联以及中国大陆的江苏、陕西、青海、内蒙古、河北、山西、西藏、辽宁、吉林、新疆、四川等地，多生活于栖息于北部和西部的开阔山地、草原、森林草原、灌丛及村庄附近以及海拔一般约在3200米以下。该物种的模式产地在乌兹别克布哈拉至俄罗斯奥伦堡之间中亚地区。

## 亚种
艾鼬包括以下亚种
- 艾鼬赤峰亚种（学名：Mustela eversmanii admirata），Pocock于1936年命名。在中国大陆，分布于河北、辽宁、内蒙古等地。该物种的模式产地在内蒙古赤峰。[3]
- （学名： (Ognev, 1930)）
- 艾鼬东北亚种（学名：Mustela eversmanii dauricus），Stroganov于1958年命名。分布于贝加尔湖（东南部）以及中国大陆的吉林等地。该物种的模式产地在贝加尔湖附近,斯摩棱斯克的尼塔地区。[4]ITIS没有这个亚种的记录。
- 艾鼬指名亚种（学名： (Lesson, 1827)）
- （学名： (Éhik, 1928)）
- 艾鼬西藏亚种（学名：Mustela eversmanii larvatus），Hodgson于1849年命名。分布于克什米尔地区以及中国大陆的西藏、青海、四川等地，主要生活于4300米左右的高山草甸和草甸灌丛。该物种的模式产地在锡金北部的Utsang。[5]
- 艾鼬北疆亚种（学名：Mustela eversmanii michnoi），Kastsxhenko于1910年命名。分布于前苏联（外贝加尔和南部和西部）、蒙古以及中国大陆的新疆等地。该物种的模式产地在外贝加尔,特洛什可沙夫斯克。[6]
- 艾鼬静宁亚种（学名：Mustela eversmanii tiarata），Hollister于1913年命名。在中国大陆，分布于江苏、陕西、青海、贵州、山西等地。该物种的模式产地在兰州东部静宁。[7]ITIS没有这个亚种的记录。
- （学名： (Ognev, 1928)）

## 保护
本种于2023年被收录入《有重要生态、科学、社会价值的陆生野生动物名录》。